# Гіндень
Гіндень, Гіндені (рум. Ghindeni) — комуна у повіті Долж в Румунії. До складу комуни входить єдине село Гіндень.
Комуна розташована на відстані 174 км на захід від Бухареста, 15 км на південний схід від Крайови.

## Населення
У 2009 року у комуні проживали 1832 особи.

## Зовнішні посилання
- Дані про комуну Гіндень на сайті Ghidul Primăriilor